# ユーグレナモール

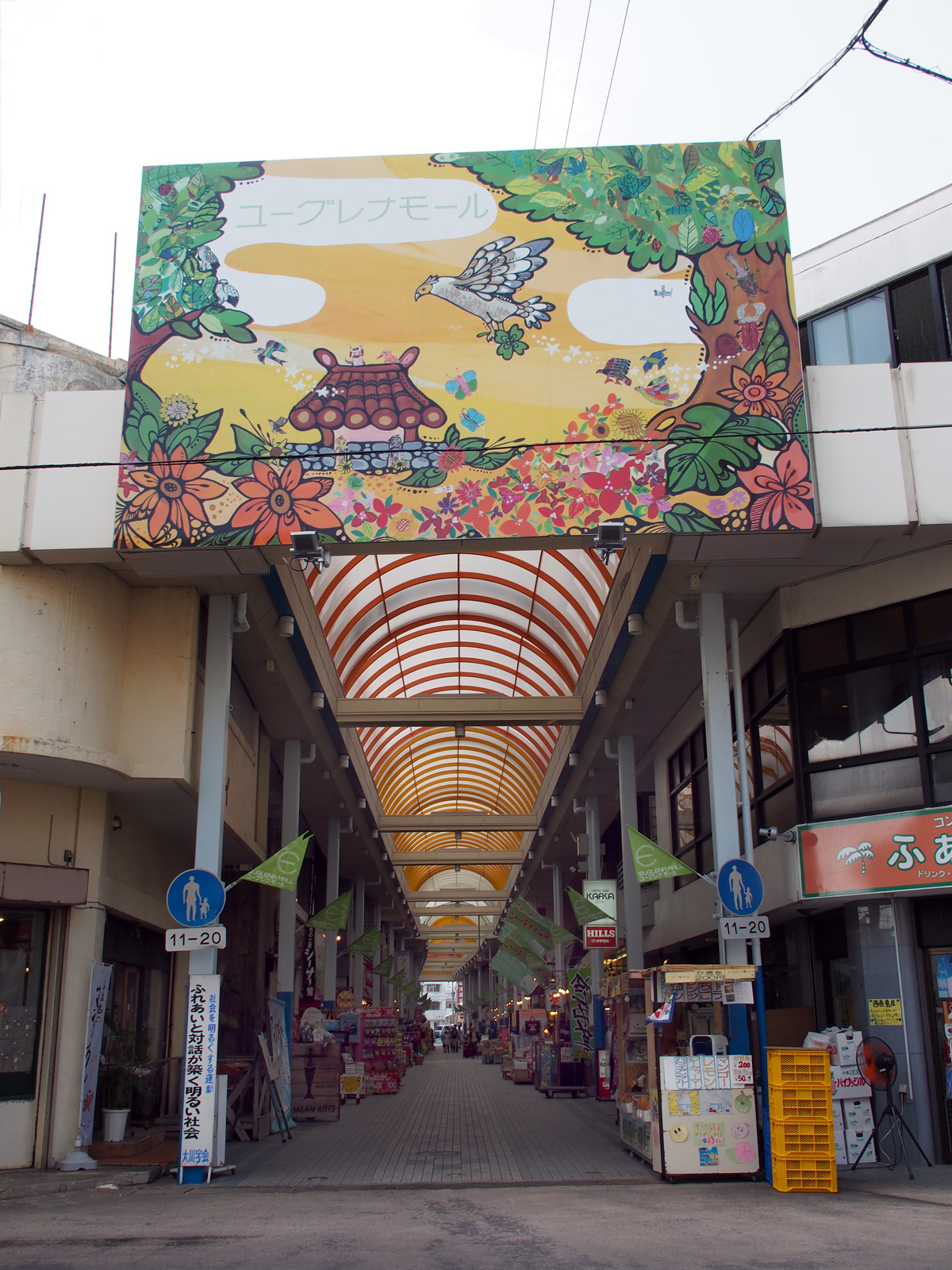
ユーグレナモール 中央通り（2012年）

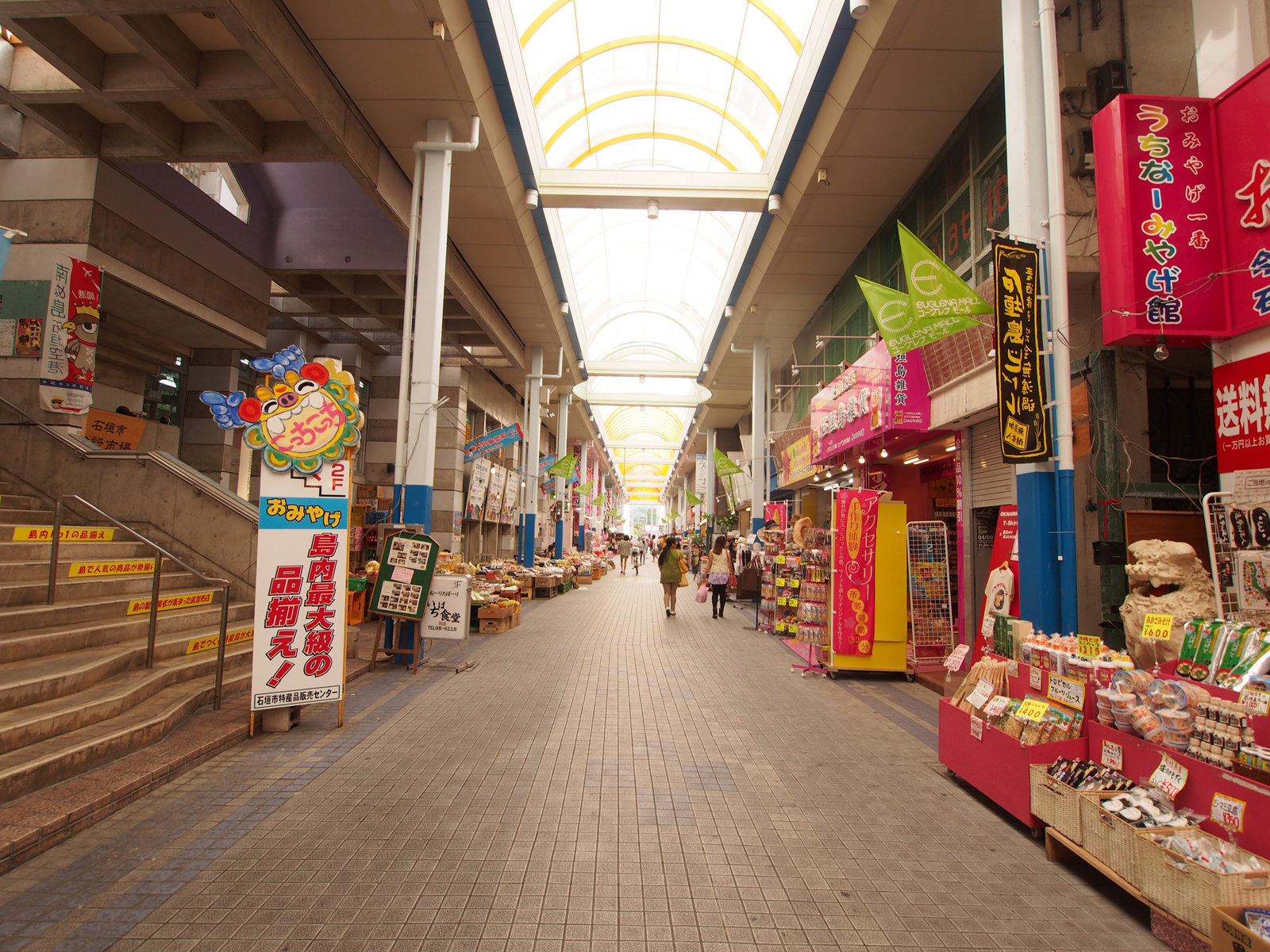
ユーグレナモール 中央通り（2013年）

ユーグレナモールは、沖縄県石垣市（石垣島）大川にある日本最南端のアーケード商店街である。2010年（平成22年）3月に命名権が譲渡されるまでの旧名はあやぱにモール。

## 概要
石垣市の中心部に位置し、南西側の中央通りと北東側の銀座通りの並行する2本の通りからなる、総延長265ｍの商店街である。石垣市中央商店街振興組合が所有している。2本の通りそれぞれがアーケードで覆われ、通りには観光客向けの土産物店や地元の個人商店などが立ち並ぶ。
中心部の2本の通りの間には石垣市公設市場がある。石垣市公設市場は1階が半地下になった3階建ての建物で、1階には鮮魚、肉、野菜などの市場が、2階には石垣島の特産品を販売する石垣市特産品販売センター（営業時間：10:00 - 19:00）が、3階には会議室、食堂、展示室、事務所がある。

## 名称

### あやぱにモール
あやぱにモールというかつての名称は、1988年にアーケードを建設した際に公募で名付けられた。モールがある場所は、代表的な八重山民謡のひとつである『鷲ぬ鳥節』の発祥の地であり、「あやぱに」という名は『鷲ぬ鳥節』の歌詞の一節から採られている。「あやぱに」は漢字では「綾羽」と書き、「綾模様の羽根」、すなわちカンムリワシの美しい羽根を意味する。モール内には、『鷲ぬ鳥節』祥の地の記念碑も設置されている。

### 命名権
2010年2月に、アーケード建設時の借入金返済や今後の維持管理費捻出のため、石垣市中央商店街振興組合が、石垣島に微細藻類ミドリムシの培養施設を持つユーグレナに、本商店街の命名権を2年契約で譲渡したことが明らかになった。この命名権譲渡により、2010年3月14日から、本商店街の呼称はユーグレナモールとなっている。商店街の命名権譲渡は全国初。なお、組合員や市民からは、周知が不充分であったことや公募が行われなかったことに対して不満の声があると報じられた。

## 歴史
- 1899年（明治32年） - 現在の八重山郵便局南側に魚市場設置。
- 1904年（明治37年）10月25日 - 魚市場が現在石垣市公設市場がある場所に移転[5]。
- 1921年（大正10年） - 公設市場設置。
- 1949年（昭和24年）7月 - 石垣市公設市場の敷地面積が411坪に拡張。
- 1954年（昭和29年）5月 - 石垣市公設市場の衣料マーケット（48坪）竣工。
- 1957年（昭和33年）3月27日 - 石垣市公設市場の魚肉売場を鉄筋コンクリートブロック造（129坪）に改築。
- 1986年（昭和61年）8月7日 - 現在の石垣市公設市場が着工。
- 1987年（昭和62年）3月28日 - 現在の石垣市公設市場が竣工。
- 1988年（昭和63年） - 銀座通りアーケードが竣工[6]。公募によりあやぱにモールと名付けられる。
- 1989年（平成元年） - 中央通りアーケードが竣工[6]。
- 1998年（平成10年）3月3日 - 石垣市公設市場2階に特産品展示販売センター開設[7]。
- 2005年（平成17年）4月 - 路面のタイルがみんさー柄に貼り替えられる[8]。
- 2010年（平成22年）3月14日 - 命名権譲渡によりユーグレナモールとなる。
- 2012年（平成24年）1月 - 中央通りのアーケード張り替え、タブレット型パソコンの設置、無線LAN整備等の改修が竣工[9]。
- 2012年（平成24年）7月 - 銀座通りのアーケード張り替え等の改修が竣工[10]。

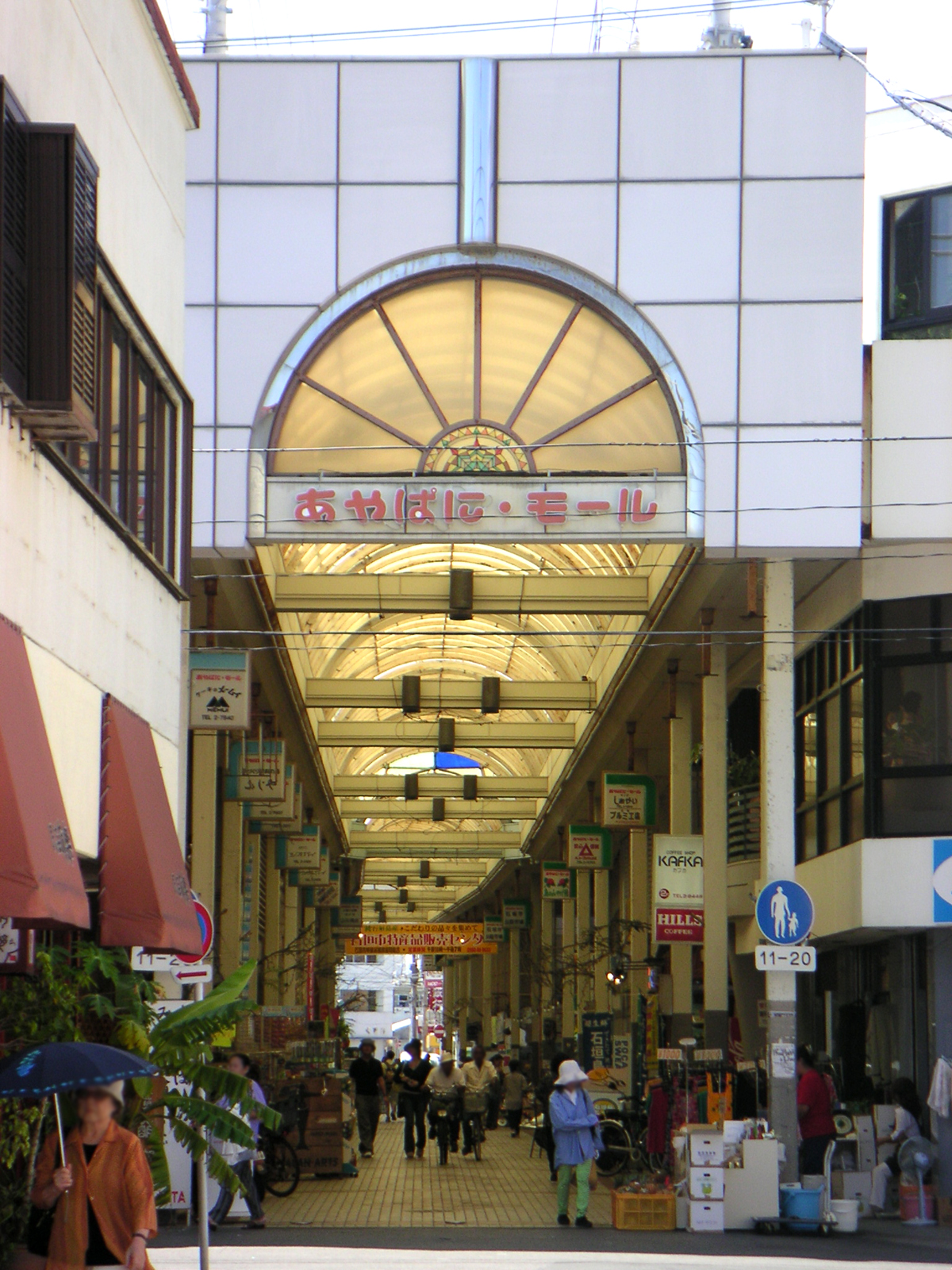
あやぱにモール 中央通り（2003年）
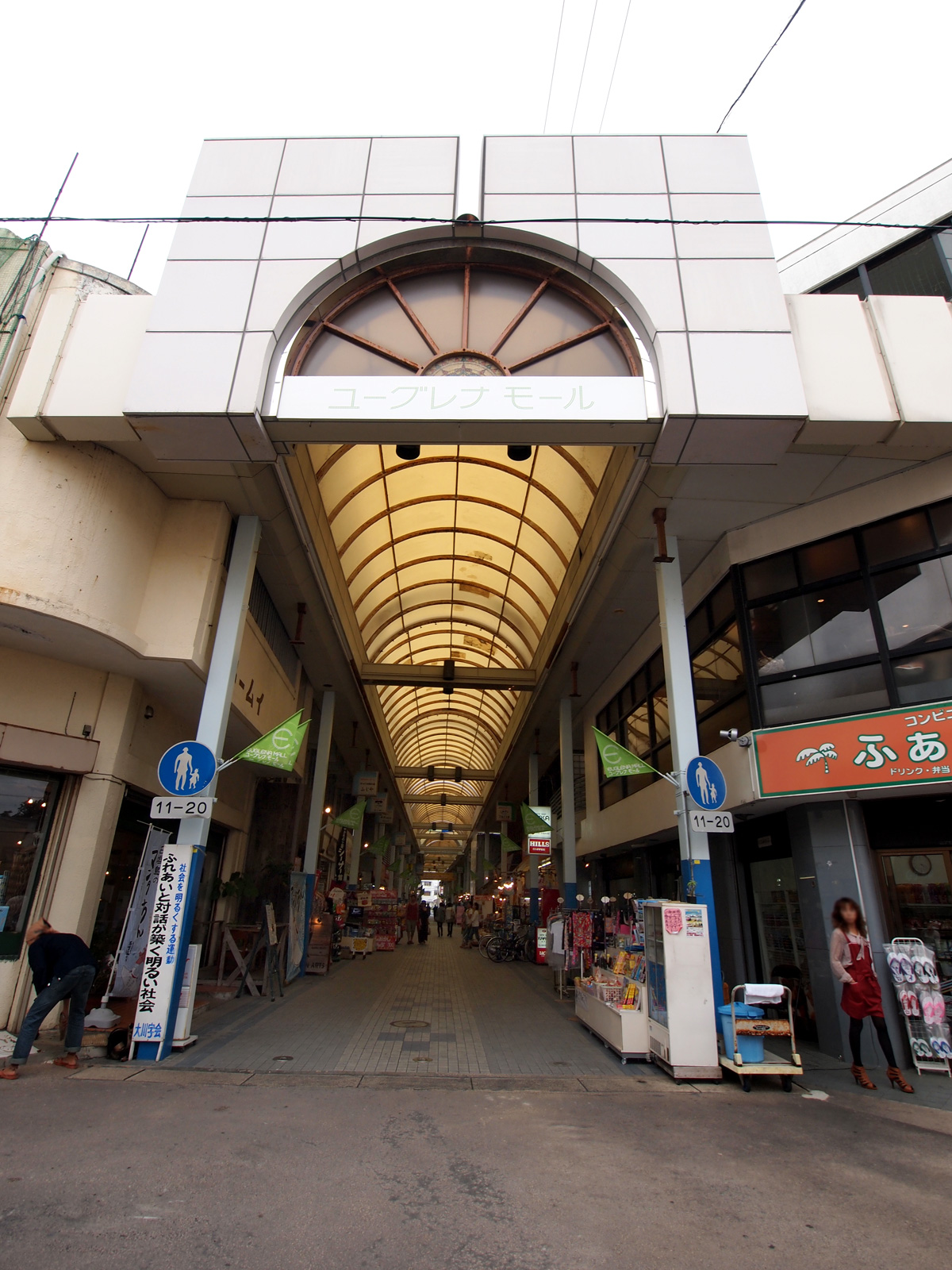
ユーグレナモール 中央通り（2011年）